# J.C.W. Hirsch
Johan Christian Waldemar Hirsch (27. januar 1842 i Fredericia – 4. november 1922 i København) var en dansk officer og militærpersonalhistoriker, far til Kay Hirsch.
Han var søn af generalmajor Frederik Georg Henrik Hirsch og hustru født Høyrup. Hirsch blev sekondløjtnant i fodfolket 1864, såret samme år 22. februar ved Dybbøl i den 2. Slesvigske Krig, premierløjtnant 1867, kaptajn 1880, overgik til forstærkningen 1894, oberstløjtnant og chef for Københavns Væbnings 1. bataljon samme år, afsked 1907, assistent, senere underarkivar i Rigsarkivet til 1917.
Hirsch har i forskellige militærhistoriske tidsskriftsbidrag forfattet en meget benyttet utrykt biografisk fortegnelse over danske og norske officerer 1648-1814 (12 foliobind), hvilket værdifulde værk er erhvervet af Det Kongelige Bibliotek. Hirsch skrev nogle militære biografier til 1. udgave af Dansk Biografisk Leksikon.
Han blev Ridder af Dannebrog 15. februar 1887 og Dannebrogsmand 20. august 1902, bar Erindringsmedaljen for Krigen 1864 og var ridder af Jernkroneordenen og kommandør af både Vasaordenen og Sankt Olavs Orden.
Hirsch blev gift 14. august 1870 i Garnisons Kirke med Emilie Deuntzer (25. marts 1847 i København - 14. juni 1931 sammesteds), datter af murermester Johan Jacob Deuntzer og hustru født Kornbech og søster til Johan Henrik Deuntzer.
Han er begravet på Solbjerg Parkkirkegård.
Der findes fotografier af Hirsch af Emil Rye og Marius Christensen (Det Kongelige Bibliotek).